# عبد الله مراش
عَبْد الله مَرَّاش (1255 - 1318 هـ / 1839 - 1900 م) هو أديب وصحفي، من أهل حلب.
هو عَبْد الله بن فتح الله بن نصر الله بن بطرس مَرَّاش. عمل بالتجارة والصحافة، وتولى تحرير جريدة «مرآة الأحوال» العربية في لندن، سنة 1876 م. انتقل بعدها إلى باريس فعمل في تحرير جريدة «مصر القاهرة» التي كان يصدرها أديب إسحاق، وجريدة «الحقوق» و «كوكب المشرق». كان يحسن من اللغات الفرنسية والإنكليزية والطليانية. توفي بمرسيلية.

## حياته
وُلِد عبد الله مرّاش في حلب، وهي مدينة في سوريا العثمانية، لعائلة عريقة من التجار الملكيين المعروفين باهتماماتهم الأدبية. وبعد أن اكتسبت الثروة والمكانة في القرن الثامن عشر، استقرت العائلة في حلب، على الرغم من أنهم مروا ببعض المشاكل: فقد قُتل أحد أقارب عبد الله، بطرس مرّاش، على يد الوالي في خضم اشتباك كاثوليكي أرثوذكسي ‏ في أبريل 1818. نُفي كاثوليك ملكيين آخرين من حلب أثناء الاضطهادات، ومن بينهم الكاهن جبرائيل مرّاش. حاول والد عبد الله، فتح الله، نزع فتيل الصراع الطائفي من خلال كتابة أطروحة في عام 1849، رفض فيها الفيلوكوي. أسس مكتبة خاصة كبيرة ليمنح أطفاله الثلاثة فرانسيس وعبد الله ومريانا تعليمًا شاملاً، وخاصة في مجال اللغة العربية والأدب.
كانت حلب آنذاك مركزًا فكريًا رئيسيًا للإمبراطورية العثمانية، تضم العديد من المفكرين والكتاب المهتمين بمستقبل العرب. وفي المدارس التبشيرية الفرنسية، تعلمت عائلة مرّاش اللغة العربية مع الفرنسية ولغات أجنبية أخرى (الإيطالية والإنجليزية). وبعد الدراسة في حلب، ذهب عبد الله إلى أوروبا لِمواصلة دراسته بينما كرس نفسه للتجارة.
بعد أن استقر في مانشستر بحلول عام 1863، أصبح مواطنًا بريطانيًا متجنسًا في 6 مايو 1868 بموجب قانون الأجانب لعام 1844، وفي 11 يوليو 1872 بموجب قانون التجنس لعام 1870 ‏ (33 و34 فيكتوريا الفصل 14). اطلع على مجموعات المخطوطات العربية في لندن وباريس ونسخ ما اعتقد أنه مفيد لِمواطنيه في الشرق الأوسط. في عام 1879، ساعد أديب إسحاق في تأسيس مجلة مصر القاهرة الباريسية. أسس مرّاش مجلة كوكب المشرق، وهي مجلة شهرية باريسية ثنائية اللغة باللغتين العربية والفرنسية، نُشر العدد الأول منها في 23 يونيو 1882؛ كانت مؤقتة. في عام 1882، استقر مرّاش في مرسيليا، حيث توفي في 17 يناير 1900. وكان عضوًا في الجمعية الآسيوية.

## آثاره
من آثاره: رسالة في «التربية» نشرها في مجلة «البيان» اليازجية، ورسالة في «علم الهيئة وتخطيط الأرض» وأخرى ترجم بها «خواطر الدوق دولارشفوكو» Duc de La RochefoucauIsd في الأخلاق، و «مختصر تاريخ حلب».